# Revija 2000
Revijo 2000 je izdajalo Društvo 2000 med letoma 1969 in 2011. Povod za prenehanje izdajanja so bile finančne težave.
Nadaljevala se je kot Krisis, spletna revija.